# Velarifictorus dummala
Velarifictorus dummala är en insektsart som först beskrevs av Otte, D. och R.D. Alexander 1983.  Velarifictorus dummala ingår i släktet Velarifictorus och familjen syrsor. Inga underarter finns listade i Catalogue of Life.